# 圣谢拉菲姆堂
圣谢拉菲姆堂是俄罗斯正教会于1932年在天津建立的教堂，隶属于当时的天津教区，现已不存。
圣谢拉菲姆堂原址位于河西区上海道东莱里的俄侨养老院内，是为了照顾年老体弱和残疾的俄侨举行礼拜而设立的。1955年并入圣尼古拉堂。